# Uranoscopus scaber
El miracielo, pez rata o pejesapo (Uranoscopus scaber) es una especie de pez perciforme de la familia Uranoscopidae. No se reconocen subespecies. Es habitualmente pescado con redes y su carne se considera de buena calidad.

## Descripción

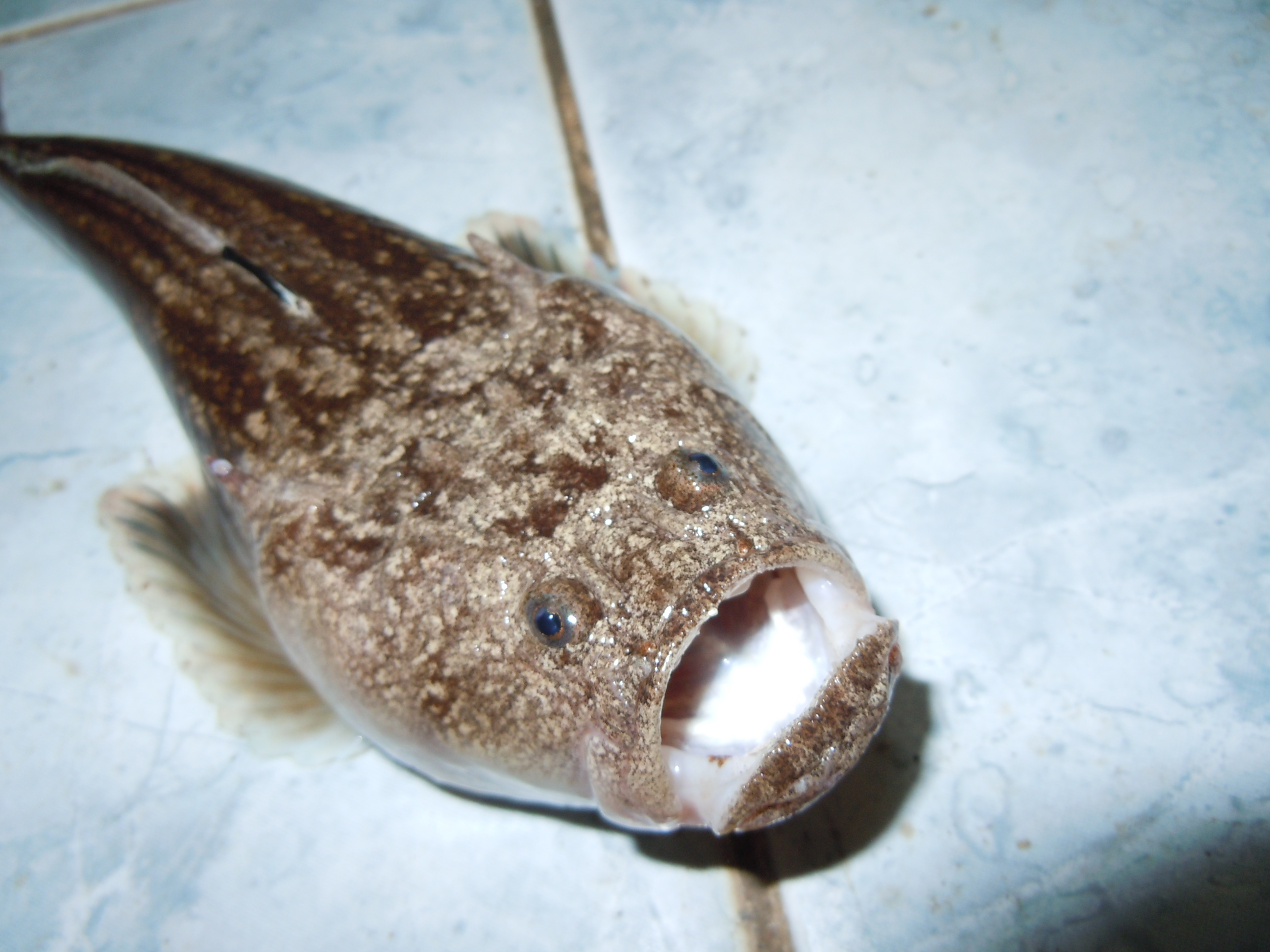
U. scaber, nótese el grosor de la cabeza y la abertura de la boca hacia arriba.

Es de color pardo, salpicado de blanco, con manchas de tono más claro e irregulares. El cuerpo es alargado y de constitución fuerte, comprimido lateralmente solo en la parte posterior. La cabeza es maciza y gruesa, con la parte superior plana. La boca está casi en posición vertical, con dientes de pequeño tamaño en ambas mandíbulas, mostrando en la inferior un largo apéndice desplegable que utiliza para atraer a posibles presas. Presenta  órganos eléctricos en la parte posterior de los ojos, que utiliza para detectar presas y rechazar posibles ataques, los cuales pueden llegar a generar descargas de hasta 50 voltios, no peligrosas para el hombre. Posee una espina de gran tamaño tras el opérculo. Aunque en otras especies de su familia, estas espinas de los opérculos suelen ser venenosas, en esta especie no se ha podido demostrar que contengan veneno, aunque las heridas que puede llegar a producir suelen ser dolorosas.
Su longitud máxima registrada es de 40 cm y su peso máximo de 940 g.

## Distribución y hábitat
Es un pez marino propio del mar Mediterráneo y del océano Atlántico oriental, desde el golfo de Vizcaya hasta Senegal. Se encuentra en fondos fangosos y arenosos, frecuentemente enterrado hasta los ojos.

## Comportamiento

### Alimentación
Su alimentación se compone principalmente de peces de pequeño tamaño y crustáceos. Durante el día suele permanecer semienterrado en el fondo, desplegando su señuelo bucal y esperando con paciencia que se acerque alguna presa, a las que ataca y engulle con gran rapidez.

### Reproducción
Es ovíparo. La época de reproducción tiene lugar en primavera y verano. Tanto los huevos como las larvas son pelágicos.